# Bonifatiuskirche (Zgorzelec)
Die St.-Bonifatius-Kirche (polnisch Kościół św. Bonifacego) ist eine römisch-katholische Kirche in der polnischen Stadt Zgorzelec in der Oberlausitz. Die Kirche wurde Ende der 1920er Jahre in der Görlitzer Oststadt an der späteren Gneisenaustraße errichtet. Nach dem Zweiten Weltkrieg fielen die Gebiete östlich von Oder und Lausitzer Neiße und somit auch die Görlitzer Oststadt gemäß dem Potsdamer Abkommen an Polen. Die Kirche wird seit dem Kriegsende von einer polnischen Gemeinde als katholische Pfarrkirche genutzt. Sie gehört dem Dekanat Zgorzelec an.

## Lage
Die Kirche befindet sich heute inmitten der Zgorzelecer Innenstadt an der ulica Emili Plater. Südlich der Kirche schließt sich der städtische Busbahnhof an. Im Osten bildet der ehemalige Kasernenkomplex der Kleist-Kaserne den direkten Nachbarn. Nördlich befindet sich eine Tankstelle und einige Meter weiter der ehemalige Kasernenkomplex der Neuen Kaserne (ab 1938: Courbière-Kaserne). Beide benachbarten Kasernenkomplexe werden heute jedoch zivil genutzt.

## Geschichte
Bereits in den Jahren 1926/27 entstanden Pläne für den Bau einer katholischen Kirche in dem Görlitzer Stadtteil östlich der Neiße. Durch die Zuwanderung aus dem katholisch geprägten schlesischen Raum in das evangelisch geprägte Görlitz und die zahlreichen Soldaten, die in der Stadt stationiert waren, wurde ein Bau einer neuen katholischen Kirche notwendig. Bis zu diesem Zeitpunkt existierten lediglich zwei katholische Kirchen auf dem Stadtgebiet: die Heilig-Kreuz-Kirche in der Innenstadt und die St. Jakobus in der Südstadt. Östlich der Neiße gab es im Stadtteil Moys seit 1907 lediglich eine evangelische Kirche. Man erwarb ein Grundstück am damaligen östlichen Stadtrand und entschied sich für den einfachen und schlichten Entwurf des Görlitzer Architekten Bernhard Sander.

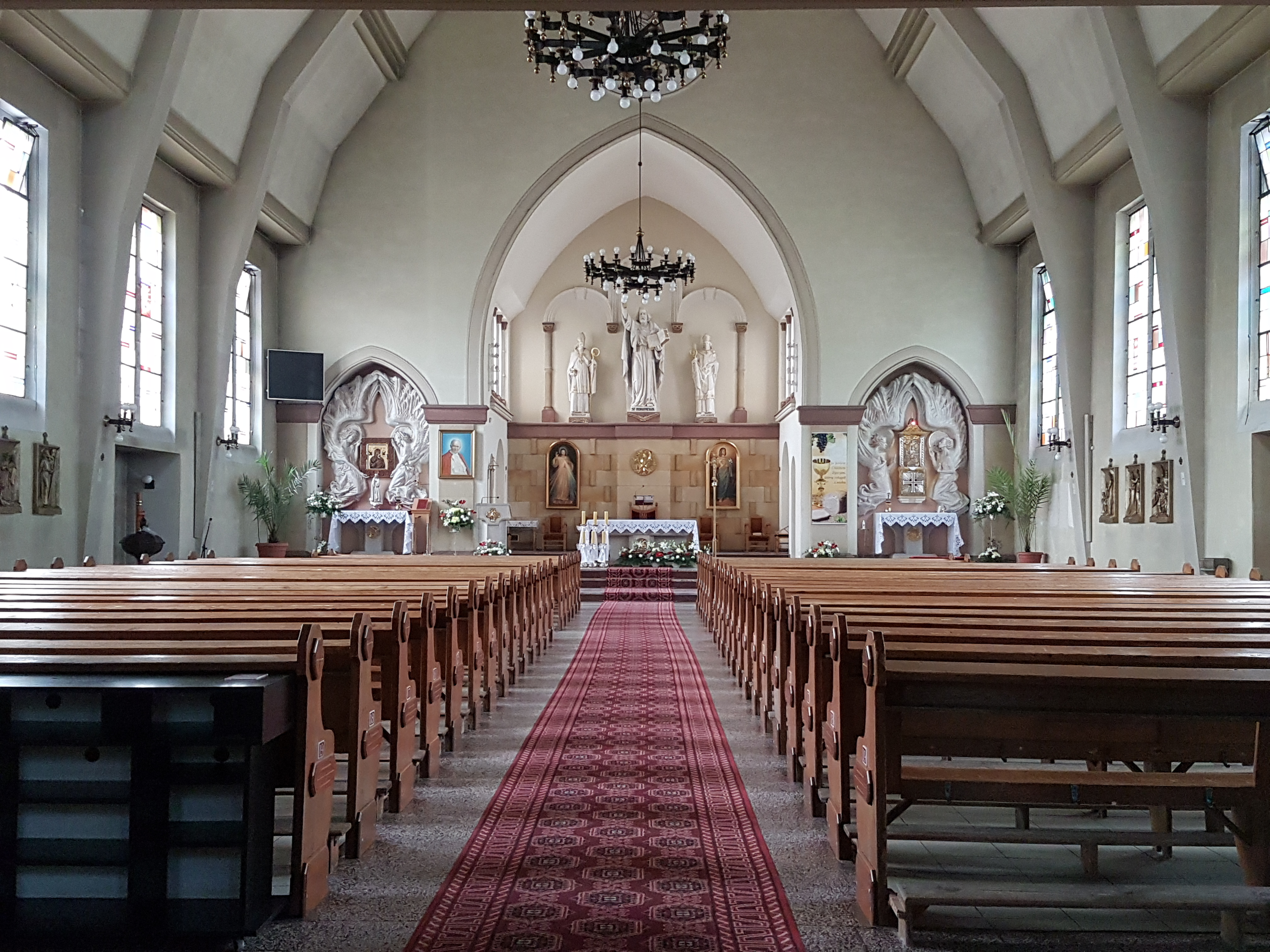
Innenraum der Kirche

Die Bonifatiuskirche sollte neben der katholischen Bevölkerung auch als Garnisonskirche für die zahlreichen Militärangehörigen in der Garnisonsstadt Görlitz dienen. Am 27. März 1929 fand der erste Spatenstich statt. Zwei Monate später wurde am 26. Mai offiziell der Grundstein gelegt. Bereits nach zirka einem Jahr wurde die Bonifatiuskirche am 11. Mai 1930 feierlich eingeweiht. Die Kirchweihe vollzog Kardinal und Fürstbischof Adolf Bertram aus dem Bistum Breslau.
Am 1. Dezember 1940 übernahm das Erzbistum Breslau die Administrationsrechte. Zur gleichen Zeit wurde die Gemeinde selbstständig und die Kirche als Pfarrkirche dem Heiligen Bonifatius geweiht. Bereits nach 1938 gelangte die einstige Orgel der Görlitzer Synagoge in das Gotteshaus. Sie ist bis heute im Gebrauch.
Während des Zweiten Weltkriegs diente sie weiter als Garnisonskirche für die an den zahlreichen Standorten in der Oststadt kasernierten Soldaten. Weiterhin übernahm Pfarrer Franz Scholz die Kriegsgefangenenseelsorge für das Stammlager VIII A. Scholz war bis zu diesem Zeitpunkt Seelsorger der polnischen St. Martini-Gemeinde auf der Breslauer Dominsel. Die monatlichen Gottesdienste für die Kriegsgefangenen wurden streng von der Gestapo überwacht. Vor allem die polnischen Besucher fanden in St. Bonifatius und dessen Pfarrer Scholz eine geistliche Heimstätte. Scholz genießt bei den polnischen Nachbarn bis heute einen unangefochten guten Ruf. Er ließ von der Gemeinde am 14. September 1943 ein Sühnekreuz vor der Kirche errichten. Dieses Kreuz erinnert bis heute an die täglich hier vorbeigeführten Kriegsgefangenen. Scholz blieb nach dem Kriegsende noch ein Jahr in der von da an polnischen Stadt. Seine veröffentlichten Tagebuchaufzeichnungen schildern das Vorrücken der Front während des Krieges und die Entwicklung in der polnischen beanspruchten Stadt. Die polnische Miliz verbot, dass die Messe für die verbliebenen Einheimischen auf Deutsch zelebriert wurde und Scholz wurde während einer Messe festgenommen.
Zwischen 1962 und 1968 wurde die Kirche im Innern umgebaut. Eine Besonderheit der Kirche sind ihre fünf Glocken, drei davon stammen noch aus der deutschen Ära. Die zwei polnischen Glocken St. Josef und St. Adalbert verstärken das Geläut seit 1966. Sie wurden als Zeichen für die deutsch-polnische Verständigung zur 1000-Jahr-Feier Polens gegossen. Zwischen 1990 und 1999 diente die Kirche nochmals als Garnisonskirche.